# 1981년 칸 영화제
제34회 칸 영화제는 1981년 5월 13일부터 1981년 5월 27일까지 열린 영화제이다. 프랑스 칸에서 개최되었다.

## 수상

### 황금종려상
- 철의 인간 - 안제이 바이다 수상
- 천국의 문 - 마이클 치미노
- 메피스토 - 이스트반 자보
- 불의 전차 - 휴 허드슨
- 엑스칼리버 - 존 부어맨

### 심사위원대상
- 라이트 이어즈 어웨이 - 알랭 타네 수상

### 각본상
- 메피스토 - 이스트반 자보 수상

### 여우주연상
- 포제션 - 이자벨 아자니 수상

### 남우주연상
- 바보같은 자의 비극 - 우고 토그나지 수상

### 남우조연상
- 불의 전차 - 이안 홈 수상

### 예술공로상
- 엑스칼리버 - 존 부어맨 수상